# 村上山辺里インターチェンジ

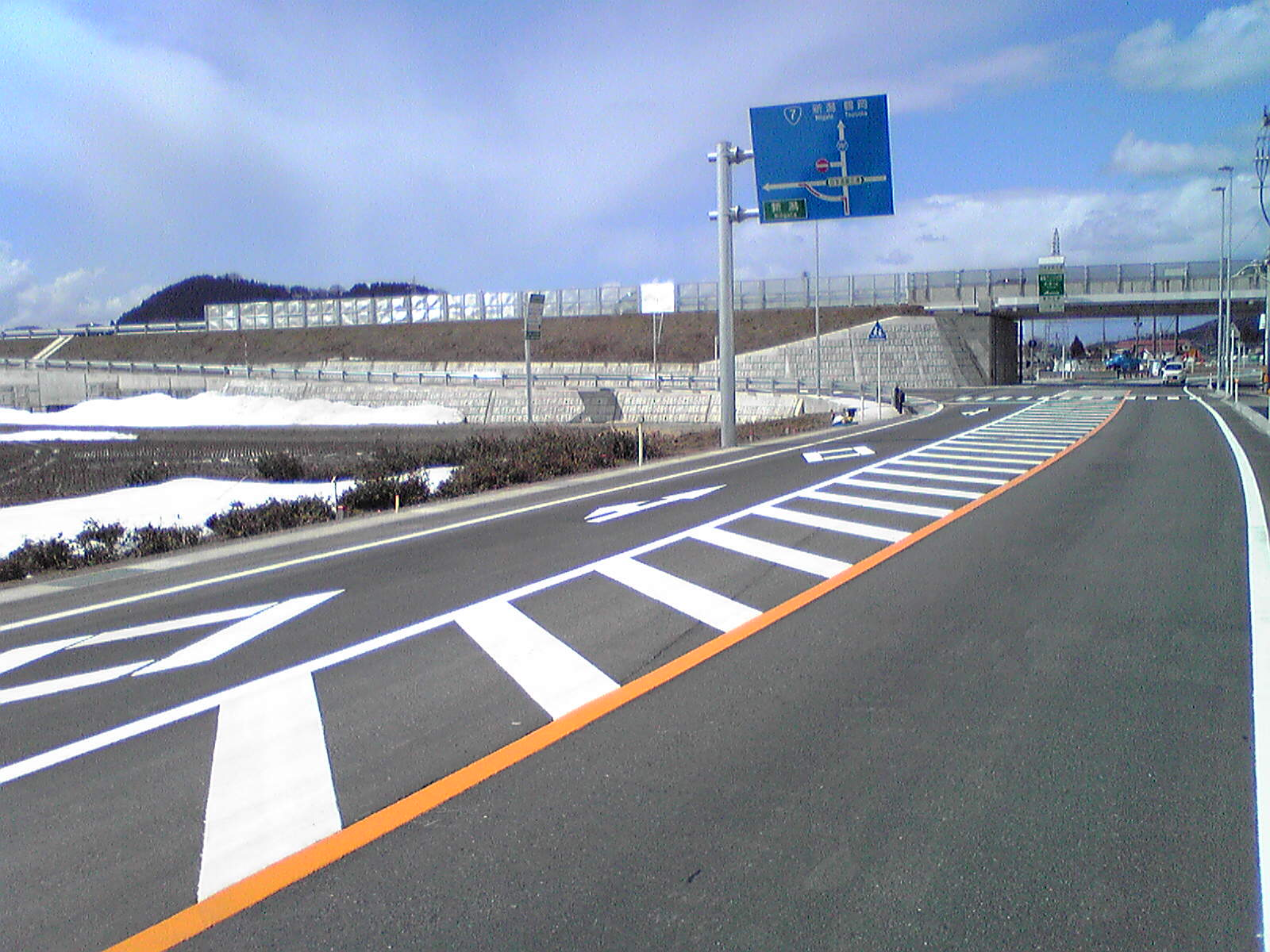
新潟県道東側から撮影

村上山辺里インターチェンジ（むらかみさべりインターチェンジ）は、新潟県村上市にある日本海東北自動車道のインターチェンジ（地域活性化インターチェンジ）である。
新直轄区間であるため、料金所は設置されていない。新潟中央JCT方面のハーフインターチェンジであり、2011年3月27日に供用開始された。

## 道路
- E7 日本海東北自動車道（9番）
- 接続する道路：新潟県道397号上山田山辺里線

## 歴史
- 2010年（平成22年）2月15日 : IC名称が「村上第二IC（仮称）」から「村上山辺里IC」に正式決定[1]。
- 2011年（平成23年）3月27日 : 神林岩船港IC - 朝日まほろばIC間開通により供用開始[2]。

## 隣
E7 日本海東北自動車道
(8)村上瀬波温泉IC - (9)村上山辺里IC - (10)朝日三面IC
当ICは新潟中央JCT方面のハーフインターチェンジのため、朝日三面IC方面への利用は不可。